# Gamma-butirrobetaina diossigenasi
La gamma-butirrobetaina diossigenasi è un enzima appartenente alla classe delle ossidoreduttasi, che catalizza la seguente reazione:
4-trimetilammoniobutanoato + 2-ossoglutarato + O2 ⇄ 3-idrossi-4-trimetilammoniobutanoato + succinato + CO2
L'enzima richiede Fe2+ ed ascorbato.